# Uriel García Cáceres
Uriel García Cáceres (Cusco, 6 de noviembre de 1922) es un investigador científico, médico y político peruano. Fue ministro de Salud durante el segundo gobierno de Fernando Belaúnde y regidor de Lima en 1984.

## Biografía
Nació en el Cusco, el 6 de noviembre de 1922. Es hijo del indigenista José Uriel García.
Realizó sus estudios de medicina en la Universidad Nacional Mayor de San Marcos.
Fue Jefe del Servicio de Anatomía Patológica del Hospital Arzobispo Loayza, presidente del Consejo Superior del Seguro Social del Empleado, presidente del Comité de Trasplantes de Órganos y Tejido. Fundador y profesor de la Cátedra Pedro Weiss, de la Universidad Peruana Cayetano Heredia. También fu miembro de la Comisión de Protección al Consumidor del Instituto Nacional de Defensa de la Competencia y de la Protección de la Propiedad Intelectual (INDECOPI). Ha sido uno de los principales impulsores del uso de medicamentos genéricos.
Es académico de Número de la Academia Nacional de Medicina, colaborador y miembro del Consejo Editorial de la Folia Dermatológica Peruana.

### Ministro de Salud
El 28 de julio de 1980, García fue nombrado ministro de Salud por el presidente Fernando Belaúnde Terry, de quien era amigo personal, en su segundo gobierno.
Tuvo a su cargo la tarea de combatir la epidemia de cólera en 1981. Es el inventor de "La bolsita salvadora", una solución de sal y azúcar que ayuda a la rehidratación en pacientes con sintomatología de gastroenterocolitis aguda -evitándoles así la muerte- de gran éxito en el Perú y aprovechada en numerosos países del "tercer mundo", especialmente en África.
Permaneció en el cargo hasta marzo del 1982, donde fue reemplazado por Juan Franco Ponce.

### Regidor de Lima
Para las elecciones municipales de 1983, García decidió participar como candidato a regidor de la Municipalidad de Lima por el partido Acción Popular. Culminando los procesos, fue elegido para el periodo municipal 1984-1986.
En las elecciones parlamentarias del 2001, postuló al Congreso de la República por el Frente Independiente Moralizador, sin embargo, no resultó elegido.

## Obras
- Juan del Valle y Caviedes: Cronista de la Medicina. Universidad Peruana Cayetano Heredia y el Banco Central de Reserva del Perú. Lima, 1999.

- La magia de Unanue. Fondo Editorial del Congreso del Perú, Lima, 2010.
- Las aventuras de Hiram Bingham. Fondo Editorial Mateo Salinas Ocampo, FMSO. Cuzco, 2016.

## Premios y reconocimientos
- Profesor Emérito de la Universidad Peruana Cayetano Heredia.
- Profesor Honorario de la Universidad Nacional de San Agustín de Arequipa.
- Premio Southern-Perú y Medalla Cristóbal de Losada y Puga, 2013.[3]
- En 2021 recibió la Orden al Mérito por Servicios Distinguidos por el presidente Francisco Sagasti.[4]